# Mile Krstev
Milorad "Mile" Krstev  (Macedonisch: Милорад "Миле" Крстев) (Negotino, 13 mei 1979) is een Macedonische voormalig voetballer die als verdediger speelde.
Hij begon bij FK Pobeda (1996/97) en speelde in Griekenland bij Athinaikos voor hij in 1998 naar Nederland kwam. Krstev speelde voor sc Heerenveen (1998/2002), BV Veendam (2002), FC Groningen (2002/05) en vervolgens weer voor BV Veendam (2005/08). Hierna speelde hij wederom een seizoen voor Pobeda en kwam vervolgens uit voor FK Metaloerg Skopje waar hij zijn loopbaan in 2016 besloot.
Krstev kwam tussen 1996 en 2008 in totaal 22 keer uit voor het Macedonisch voetbalelftal en scoorde daarbij twee doelpunten.